# Matanza del cortijo del Enjembraero
La matanza del cortijo del Enjembraero consistió en la ejecución extrajudicial de cuatro personas sospechosas de colaborar con la guerrilla antifranquista por parte de agentes de la Guardia Civil, el 1 de febrero de 1949. Las víctimas fueron cuatro campesinos extremeños arrestados por motivos políticos –Sinesio Calderón, Antonio Cortés, Antonio Iglesias y Manuel Merino–, quienes fueron sacados de la cárcel de Castuera y asesinados en el cortijo del Enjembraero, en la localidad de Helechal –Benquerencia de la Serena, provincia de Badajoz–.
Once días antes de los hechos, 48 personas habían sido detenidas bajo acusaciones de auxiliar a los maquis como enlaces o suministradores de alimentos y ropa. A continuación fueron conducidas a la prisión de Castuera, donde debían aguardar a ser puestos a disposición del juzgado militar central que instruía en Madrid las causas contra los insurgentes. Sin embargo, al hacerse conocido que cuatro de los presos se encontraban muy debilitados a causa de las fuertes torturas a las que fueron sometidos durante 10 días, sus captores decidieron extraerlos de sus celdas y trasladarlos a una hacienda próxima, donde simularon su puesta en libertad para después ejecutarlos en aplicación de la ley de fugas.